# Maubach (Murr)
Der Maubach ist ein unter 6 km langer Bach im Rems-Murr-Kreis in Baden-Württemberg, der an der Gemarkungsgrenze der Stadt Backnang zur Gemeinde Burgstetten gegen Ende von deren Mittellauf von links und Südsüdosten in die Murr mündet.

## Name
Das Bestimmungswort leitet sich vom germanischen *mūha- mit der Bedeutung 'Moor, Heide’ ab.

## Geographie

### Verlauf
Der Maubach entsteht in der Backnanger Bucht gegen deren Südrand zu an den letzten Ausläufern der im Südosten nahe angrenzenden Berglen zwischen dem Leutenbacher Teilort Nellmersbach im Südwesten und dem Backnanger Stadtteil Waldrems im Nordosten. Seine Quelle liegt an der B 14 zwischen den zwei Orten dicht an der Waldgrenze des Rotenbühl. Im Gewann Eichwald entspringt er auf etwa 305 m ü. NHN in einer Sickerquelle in einem Sumpfwald mit Schwarz-Erlen, Eschen und Silber-Weiden und fließt in einem von einer Auwaldgalerie begleiteten Wassergraben ab.
Der Bach zieht auf dem ersten halben Kilometer seines Laufes nordwärts durch von kleinräumigen Wiesen und Äckern eingenommene Flur bis zur die Böschung der Murrtalbahn begleitenden Feldecke. Nachdem er durch einen Durchlass auf die Westseite des Bahndamms gewechselt ist, mündet von links unterirdisch unter einem großen Acker beim Backnanger Weiler Stiftsgrundhof hindurch der erste Zufluss Weihergraben zu, nach Länge wie Einzugsgebiet ein wenigstens gleichwertiger linker Oberlauf, der vor seiner verdolten Strecke zwischen zwei separaten Häusergruppen des Weilers einen 0,2 ha großen Weiher am Straßenrand durchläuft. Nun zieht der Bach in einem schmalen Grünlandstreifen neben dem Bahndamm in gleicher Richtung weiter, bis er etwa einen Kilometer unterhalb seines Ursprungs sich nach Nordosten kehrt und durch einen gehwegbegleiteten Durchlass wieder auf die andere Seite der Bahnlinie wechselt.
Jenseits läuft er bald unterirdisch durch die Waldremser Gewerbezone um die Donaustraße. An der folgenden Unterquerung der die Gewerbe- und die Wohnzone des Dorfes trennenden B 14 tritt er wieder ans Tageslicht und läuft nun am Westrand des Siedlungsrandes weiter. Schon zu Anfang mündet hier der erste rechte Zufluss Aubach, dessen bedeutenderer linker Oberlauf Fischbach am Nordrand des Rotenbühls entsteht und mehrere, schon ziemlich oben an dessen Kamm entstehende Kleinklingen entwässert. Im Bereich des Ortsrandes folgt noch ein weiterer Zufluss, der Langenbach durchs Dorf aus dem Südosten, dann läuft der Bach naturnah mäandrierend in einem Auwaldgürtel meist sehr flach durch das Wiesen-Weichbild des Ortes bis zur Alten Schule, nach der er begradigt zwischen seinen Uferbäumen zieht.
Größtenteils schon auf der Gemarkung des Stadtteils Heiningen fließt dann aus dem Osten der Reisbach auf etwa 279 m ü. NHN zu. Hier knickt der Maubach nach Nordwesten ab, zwischen eher kahlen Ufern läuft er nun in einem eingetieften Graben auf Maubach zu, dessen Siedlungszone er nach erneuter Unterquerung der B 14 erreicht. Schnurgerade, aber wieder zwischen dichter stehenden Bäumen, läuft er zwischen dem alten Ortskern rechts und hohen Wohnblöcken links hindurch, denen gegenüber von rechts dann der Entenbach mündet, sein mit 1,7 km Länge und etwa 1,9 km² Einzugsgebiet größter Zufluss, der am Südrand der Gewerbezone der Stadt Backnang selbst um die Heinrich-Hertz-Straße seinen eher kahlen Lauf beginnt.
Im Dorf Maubach unterquert der Bach zusammen mit der K 1906 wieder die Bahnlinie, jenseits erreicht er am Ortsrand kurz vor der Brücke der Straße nach Erbstetten den Rand des Birkenwaldes am linken Hang des sich nunmehr stärker eintiefenden Tales. Aus dessen Südteil Bachrain läuft hier ein naturnaher, nur zeitweilig wasserführender Bach nordöstlich zu. Etwa auf dieser Höhe versickert der Bach nun und tritt erst wieder nach ca. 1,6 km auf Höhe der Bahnbrücke kurz vor seiner Mündung wieder ans Tageslicht. Nur nach extremen Regenfällen führt der Maubach auf diesem Abschnitt nennenswerte Wassermengen, aber selbst dann ist kein durchgehender Wasserlauf zu beobachten. Etwas nordwestlich der Brücke am Ortsrand wurde früher in der hier zur Klinge sich wandelnden Mulde ein Muschelkalkbruch betrieben, der später als Mülldeponie diente und heute aufgefüllt ist. Unterhalb mäandert das Bachbett auf dem Grund der sich schlängelnden schmalen Talsohle frei und berührt Prallhänge, an denen teilweise bis doppelt mannhoch der Fels aufragt. Sein bis fünf Meter breites Bett liegt auf Muschelkalkbänken oder über Gesteinsschotter, an zwei Stellen queren ihn Furten. Die kleinen Auenflächen wechseln mit Schwarzerlen-Eschenwald, der manchmal auch als Galerie den Bach begleitet. Am rechten Steilhang liegt die sogenannte Räuberhöhle, sie zeigt die Verkarstung des unteren Maubach-Einzugsgebietes ebenso an wie die auf dem Hängen zu den Randhöhen zahlreichen Dolinen, die sich teilweise zu Dolinenreihen gruppieren.
Kurz vor seiner Mündung tritt der Maubach wieder zu Tage und unterquert die Brücke der Bahnstrecke Backnang–Ludwigsburg. Dann tritt der Bach unter der Straße von Backnang nach Erbstetten (K 1897) in die Murrtalaue ein und mündet schließlich nach einem Lauf von insgesamt 5,6 km auf etwa 229 m ü. NHN von links am Ende des Mittellaufs der Murr von links in den Fluss, einige Meter von der Kläranlage auf dem Gegenufer entfernt. Er hat ein Sohlgefälle von absolut etwa 76 m, relativ etwa 14 ‰.

### Einzugsgebiet
Der Maubach entwässert 10,5 km² des UnterNaturraums Backnanger Bucht im Neckarbecken nordwärts zu deren zentralem Gewässer Murr. An sein Einzugsgebiet grenzt im Norden von der Murr selbst entwässerte Fläche an, im Osten das Einzugsgebiet der zur aufwärtigen Murr laufenden Weißach, des Weißach-Zuflusses Horbach und einiger höherer Bäche im Weißach-Bachsystem. Im Süden verläuft die Wasserscheide erst auf dem Waldhöhenkamm des Rotenbühls gegen Hertmannsweiler Bach und Rotbach, dann auf dem Hügelzug nördlich von Nellmersbach gegen den Höllachbach, die alle dem abwärtigen Murr-Zufluss Buchenbach tributär sind. Im Westen schiebt sich das Entwässerungsgebiet des näheren Konkurrenten Söllbach davor, der in ähnlicher Richtung etwas zuvor der abwärtigen Murr zuläuft.
Der höchste Punkt im Einzugsgebiet liegt im Rotenbühl auf etwa 405 m ü. NHN. Wald steht außer dort auch im Birkenwald beidseits der Unterlaufklinge, beide Teilflächen bleiben jeweils unter einem Quadratkilometer Fläche. Die restliche Flur wird außer in talmuldennahen Lagen überwiegend beackert. Nicht unbeträchtlich sind auch die Siedlungs- und Gewerbeflächen der groß gewordenen Dörfer Waldrems, Heiningen und Maubach sowie von Backnang selbst, zu dem sie alle gehören. Neben diesen liegen im Einzugsgebiet nur noch die Siedlungsplätze Stiftsgrundhof, er als einziger links des Laufs, und Germannsweiler rechts über dem untersten Lauf, beide sind ebenfalls Ortsteile von Backnang. Zu Burgstetten gehört ein völlig siedlungsfreies Achtel des Einzugsgebietes an seinem Westrand talwärts vom zuletzt erwähnten Zufluss aus dem Bachrain an von der linken Wasserscheide bis zum Bachlauf.

### Zuflüsse
Inklusive des Maubachs selbst und eines Zuflusses 2. Ordnung.
| Stat. [m] | GKZ           | Name                                          | von    | Länge [km] | EZG [km²] | Mündungsort                                  | Mündungshöhe [m ü. NN] | Quellort                                             | Quellhöhe [m ü. NN] | Bemerkung |
| --------- | ------------- | --------------------------------------------- | ------ | ---------- | --------- | -------------------------------------------- | ---------------------- | ---------------------------------------------------- | ------------------- | --- |
| 4.926     | 23838552-12   | Weihergraben                                  | links  | 0,5        | 00,4      | Backnang-Stiftsgrundhof, an Bahnlinie        | 291,0                  | Backnang-Stiftsgrundhof                              | 305,0               | Durchläuft auf ca. 298 m ü. NHN einen Weiher von 0,2 ha                                                                    |
| 3.888     | 23838552-2    | Aubach                                        | rechts | 0,8        | 01,5      | Backnang-Waldrems, an B 14                   | 283,0                  | Backnang-Waldrems, Südrand                           | 295,0               | Nach Zufluss des Fischbachs Feuerseegraben genannt                                                                         |
| 0.127     | 23838552-22   | Fischbach                                     | links  | 0,9        | 01,0      | Backnang-Waldrems, Südrand                   | 284,0                  | Backnang-Waldrems, Waldrand Rotenbühl/Eichwald       | 298,0               | bedeutenderer Zweig des Aubachs                                                                                            |
| 3.682     | 23838552-4    | Langenbach                                    | rechts | 1,1        | 00,6      | Backnang-Waldrems, Westrand                  | 282,0                  | Backnang-Waldrems, Ostrand                           | 300,0               | |
| 3.303     | 23838552-6    | Reisbach                                      | rechts | 1,3        | 01,3      | Backnang-Waldrems, gegen Backnang-Maubach zu | 279,0                  | Backnang-Heiningen, im Osten noch vor dem Landeplatz | 291,0               | Dort Nordwestknick des Maubachs in die Zulaufrichtung des Reisbachs                                                        |
| 2.756     | 23838552-8    | Entenbach                                     | rechts | 1,7        | 01,9      | Backnang-Maubach, Klagenfurter Straße        | 277,0                  | Backnang, Südrand im Grund                           | 296,0               | |
| 1.966     | 23838552 - 9? | (Intermittierender Zufluss aus Wald Bachrain) | links  | 1,0        | 00,6      | Backnang-Maubach, Westrand vor Brücke K 1906 | 272,0                  | Backnang-Maubach, südlicher Bachrain                 | 300,0               | Stationierung interpoliert, gültiges GKZ-Präfix bis vor „?“ erschlossen. Grenzbach Backnang-Maubach/Burgstetten-Erbstetten |
| 0,0       | 23838552      | Maubach                                       | n. a.  | 5,6        | 10,5      | Backnang-Neuschöntal, ggü.                   | 229,3                  | Backnang-Waldrems, Eichwald                          | 305,0               | |

1. ↑  Stationierung, die Entfernung von der Maubachmündung aufwärts bis zu diesem Zufluss.
2. ↑  Gewässerkennzahl, in Deutschland die amtliche Fließgewässerkennziffer. Hinter dem allen Zuflüssen gemeinsamen Präfix, das für den Maubach selbst steht, wurde zur besseren Lesbarkeit ein Trenner eingefügt.

## Geologie
Die höchste geologische Schicht im Keuper-Paket des Einzugsgebietes ist ein breiter Streifen Schilfsandsteins (Stuttgart-Formation) in Wechsellage mit Unteren Bunten Mergeln (Steigerwald-Formation) auf dem Rotenbühl, unter dem die kleinen Lehmklingen des Fichtenbachs einsetzen. Der Bachursprung selbst liegt im Bereich einer sich von einem Berglen-Vorsprung nach Nordwesten weit vorstreckenden Zunge Gipskeupers (Grabfeld-Formation). Etwa ab dem Laufknick nach Nordwesten zwischen Waldrems und Maubach setzt der Unterkeuper ein, im Ortsbereich von Maubach der Obere Muschelkalk, unterhalb des ehemaligen Steinbruchs mit dem Trigonodus-Dolomit (Rottweil-Formation). Auf dem größeren Teil des Einzugsgebietes werden die mesozoischen Schichten vom für die Backnanger Bucht typischen Lösssediment überlagert, das aus äolischen Ablagerungen des Quartär hervorgegangen ist.
Bekannt ist der Maubach für die Verkarstung an seinem Unterlauf im Muschelkalk, die sich am offensichtlichsten in seiner schon erwähnten eigenen Versickerung nach dem Ortsausgang Maubachs zeigt. Unterhalb von Maubach liegen beidseits an den Hängen auch viele Dolinen, darunter eine 700 Meter lange Dolinenreihe, die am linken Hang an der Straße Maubach–Erbstetten einsetzt und der Ausstrichgrenze Unterkeuper/Oberer Muschelkalk nordwestlich folgt. Weiter im Nordwesten hat sie noch eine Fortsetzung. Bereits erwähnt wurde auch die sogenannte Räuberhöhle.

## Galerie

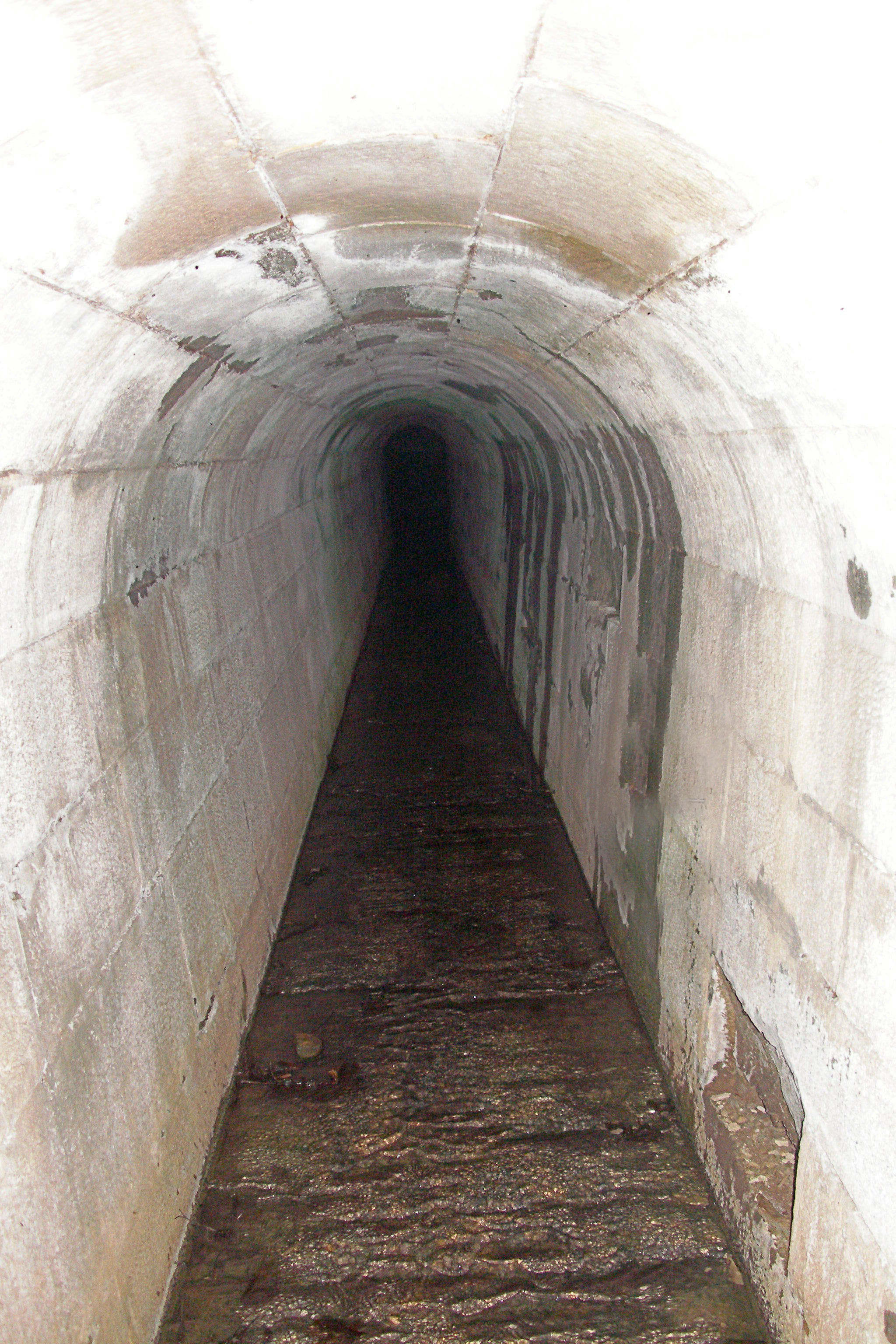
Erster Durchlass des Maubach unter der Bahnlinie
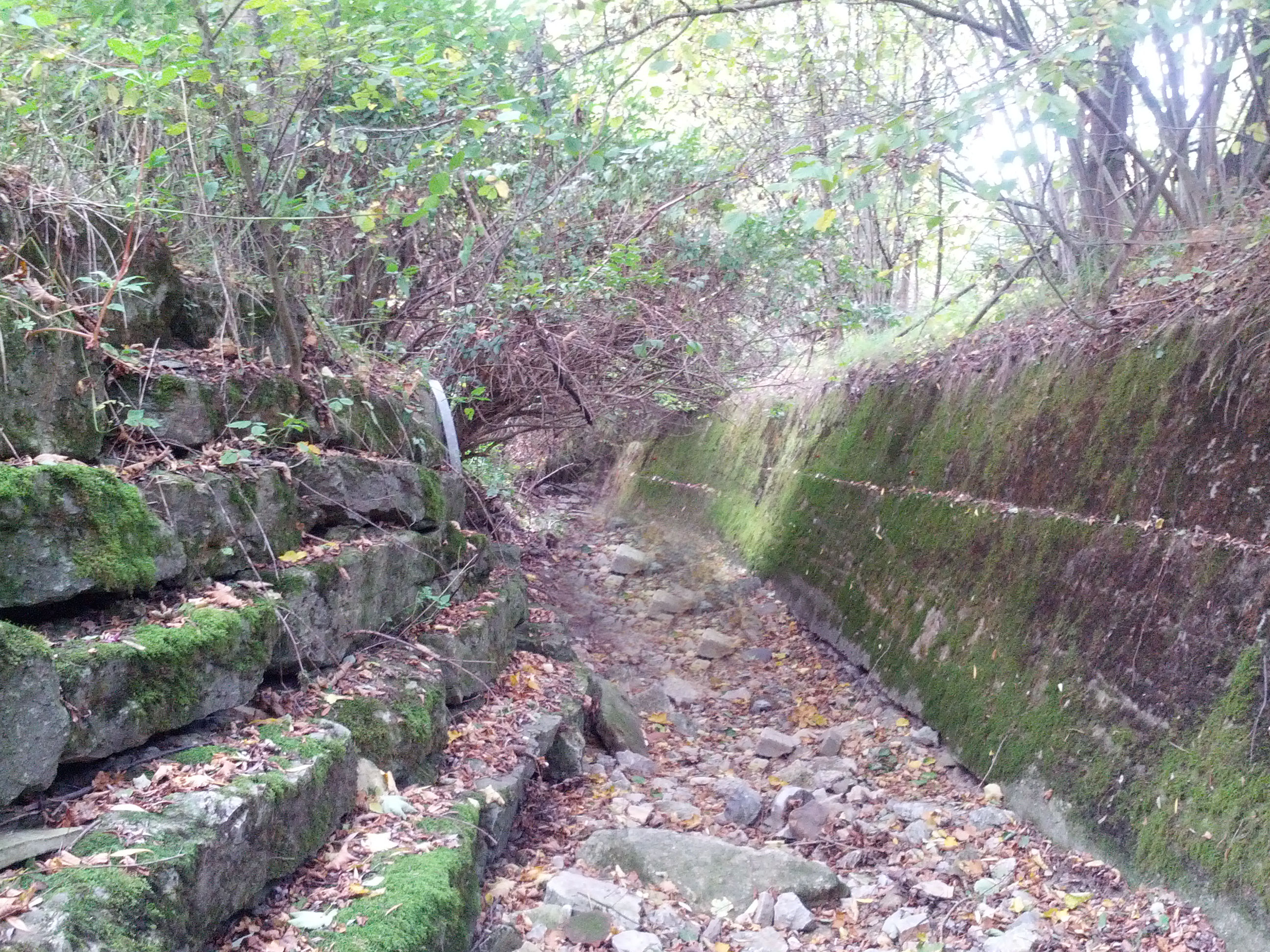
Maubach-Versickerung nahe dem Kalkbruch
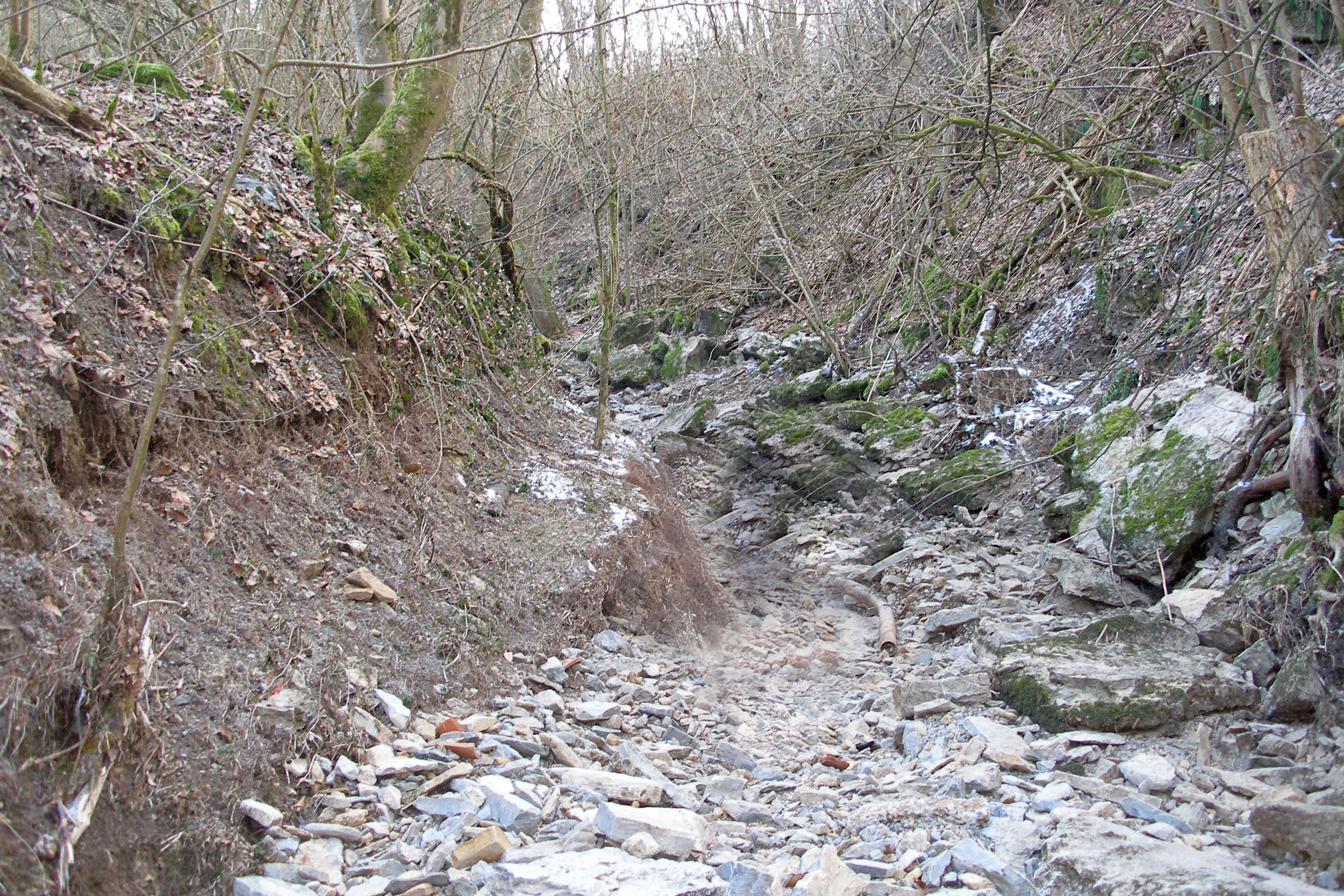
Maubach-Versickerung nach dem Kalkbruch
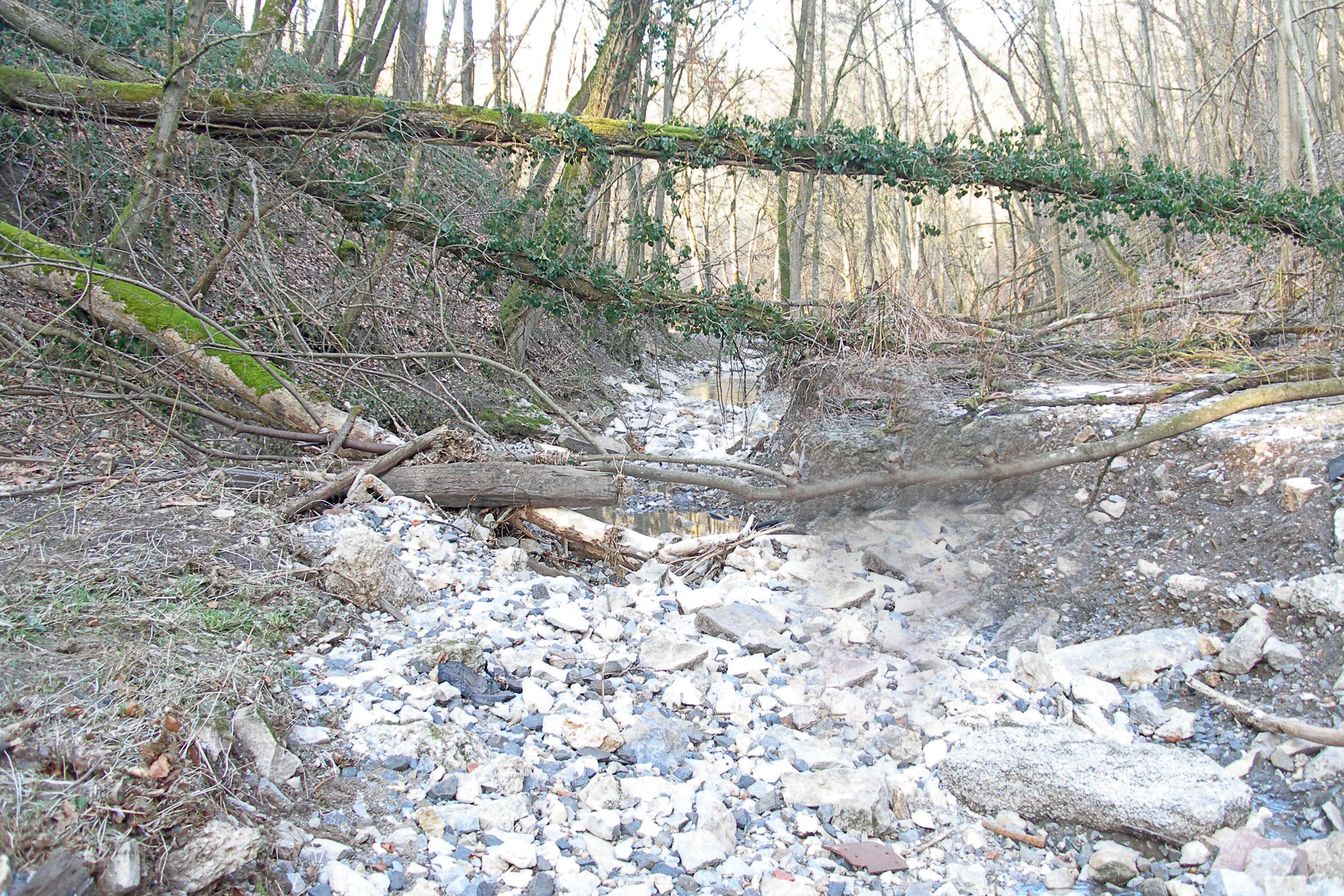
Maubach-Versickerung nach starken Regenfällen
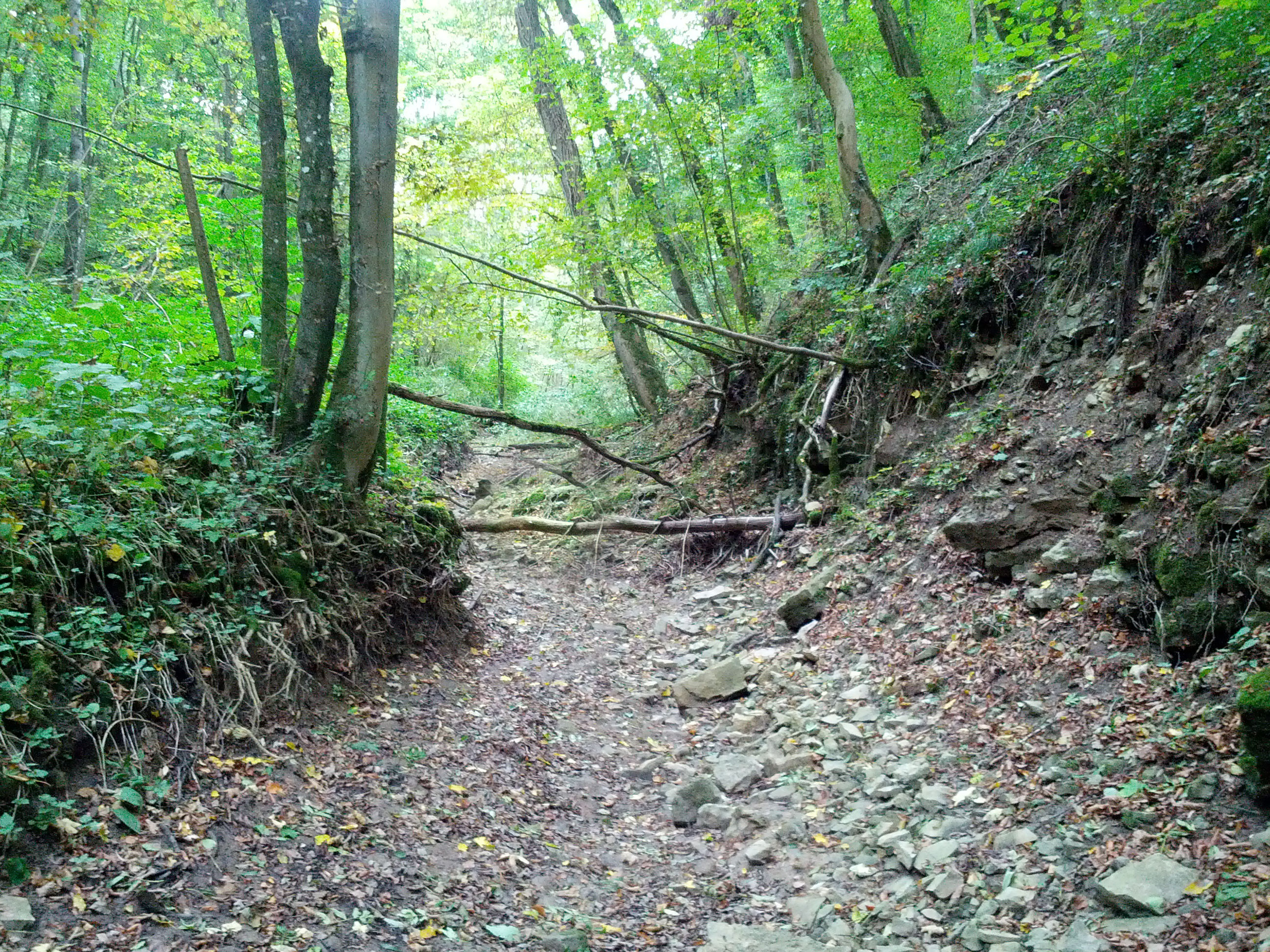
Maubach-Versickerung kurz vor der Räuberhöhle
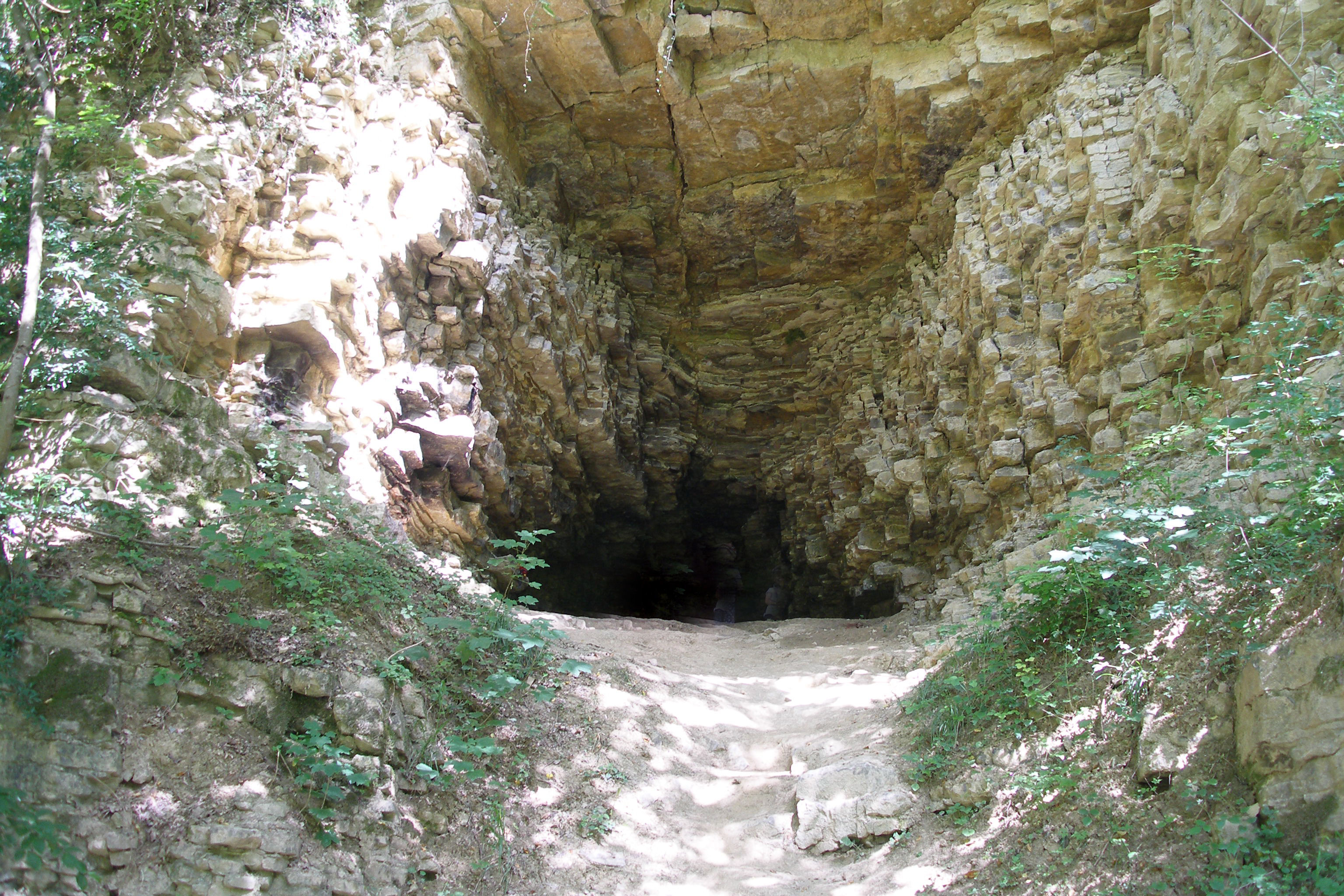
Die Räuberhöhle nahe der Mündung

### LUBW
Amtliche Online-Gewässerkarte mit passendem Ausschnitt und den hier benutzten Layern: Lauf und Einzugsgebiet des Maubachs

Allgemeiner Einstieg ohne Voreinstellungen und Layer: Daten- und Kartendienst der Landesanstalt für Umwelt Baden-Württemberg (LUBW) (Hinweise)
1. 1 2 3 4 5 6 7 8 9 10 11 12 13 14 15 16 17 18  Höhe nach dem Höhenlinienbild auf dem Hintergrundlayer Topographische Karte.
2. 1 2  Höhe nach grauer Beschriftung auf dem Hintergrundlayer Topographische Karte.
3. 1 2 3 4 5 6 7 8  Länge nach dem Layer Gewässernetz (AWGN).
4. 1 2  Einzugsgebiet nach dem Layer Basiseinzugsgebiet (AWGN).
5. 1 2 3 4 5 6 7  Einzugsgebiet abgemessen auf dem Hintergrundlayer Topographische Karte.
6. ↑  Seefläche nach dem Layer Stehende Gewässer.
7. ↑  Länge abgemessen auf dem Hintergrundlayer Topographische Karte.

### Andere Belege
1. ↑  Albrecht Greule: Deutsches Gewässernamenbuch. Walter de Gruyter, Berlin / Boston 2014, ISBN 978-3-11-057891-1, S. 341, „Maubach“ (Auszug in der Google-Buchsuche).
2. ↑  Hansjörg Dongus: Geographische Landesaufnahme: Die naturräumlichen Einheiten auf Blatt 171 Göppingen. Bundesanstalt für Landeskunde, Bad Godesberg 1961. → Online-Karte (PDF; 4,3 MB)
3. ↑  Geologie nach den Layern zu Geologische Karte 1:50.000 auf: Mapserver des Landesamtes für Geologie, Rohstoffe und Bergbau (LGRB) (Hinweise). Ein ähnliches Bild bietet die unter → Literatur aufgeführte geologische Karte.
4. ↑  Dolinen im Birkenwald östlich von Erbstetten, Geotopbeschreibung des Landesamtes für Geologie, Rohstoffe und Bergbau Baden-Württemberg (PDF, 328 kByte).
5. ↑  Dolinen im Schafrain im Gewann Weihersbrunnen ostnordöstlich von Erbstetten, Geotopbeschreibung des Landesamtes für Geologie, Rohstoffe und Bergbau Baden-Württemberg (PDF, 339 kByte).
6. ↑  Beschreibung der „Räuberhöhle“ (PDF, 771 kByte) auf der Website der Arge Grabenstetten.